# Dysphania alloides
Dysphania alloides är en fjärilsart som beskrevs av Louis Beethoven Prout 1916. Dysphania alloides ingår i släktet Dysphania och familjen mätare. Inga underarter finns listade i Catalogue of Life.